# Филип Рив
Филип Рив (енгл. Philip Reeve; Норич, 28. фебруар 1966) је енглески писац. Најпознатији је по својој трилогији Смртоносне машине (енгл. Mortal Engines).